# CUTLER AND GROSS
カトラーアンドグロス（英語: Cutler and Gross）は、イギリスの眼鏡ブランド。同国における老舗眼鏡ブランドとして知られている。

## 歴史
1960年代初頭にノーザンプトン研究所の検眼学校で知り合ったグラハム・カトラーとトニー・グロスの2人によって1969年にロンドンで創立された。1971年、ナイツブリッジにおいてオーダーメイドのフレームを取り揃えた最初の眼鏡店を開業した。ナイツブリッジにある店は現在もカトラーアンドグロスの旗艦店である。
カトラーアンドグロスの製品は、デザイン責任者であるマリー・ウィルキンソンの監修の元にメリルボーンにある本社で設計され、イタリア共和国ヴェネト州ベッルーノ県ドメッジェ・ディ・カドーレにある工場において手作りで生産されている。